# Ponte Poceluev
Il ponte Poceluev (in russo Поцелуев мост?, letteralmente Ponte dei baci) è un ponte sul fiume Mojka a San Pietroburgo. Il nome del ponte ha stimolato numerose leggende metropolitane. La vista panoramica della Cattedrale di Sant'Isacco che si apre alla vista dal ponte lo rende un soggetto popolare nei dipinti degli artisti.

## Nome e storia
Durante la prima metà del XVIII secolo, i cittadini avevano allestito un attraversamento sul fiume Mojka con materiali improvvisati nel punto in cui si trova il ponte attuale. Nel 1738, mentre veniva costruito l'argine in granito del Mojka, fu costruito il ponte pedonale in legno. Aveva una parte sollevabile per consentire il passaggio delle navi.  Il ponte in legno venne dipinto in diversi colori, e quindi fu chiamato Ponte colorato. Nel 1768 il ponte fu ricostruito per accogliere il traffico dei cavalli. In quel momento la struttura fu cambiata in un ponte a tre campate poggiate su supporti di pietra. Il ponte prese il nome dal mercante Poceluev che gestiva una taverna vicino al ponte. 
All'inizio dell'Ottocento il ponte non sopportava più i maggiori carichi di traffico e quindi nel 1816 fu ricostruito. Il nuovo ponte venne costruito su progetto dell'architetto William Heste come un ponte ad arco a campata unica. Come gli altri ponti di Heste, era realizzato in ghisa con rivestimento in granito. 
L'ingresso al ponte presenta quattro obelischi di granito con lanterne.
Il motivo della recinzione ripete quello degli argini del fiume Mojka. È stato prodotto nella fabbrica di ferro di San Pietroburgo.
La prima grande ristrutturazione venne effettuata dopo le forti inondazioni nel 1824 che distrussero quasi completamente il ponte.

## Galleria d'immagini

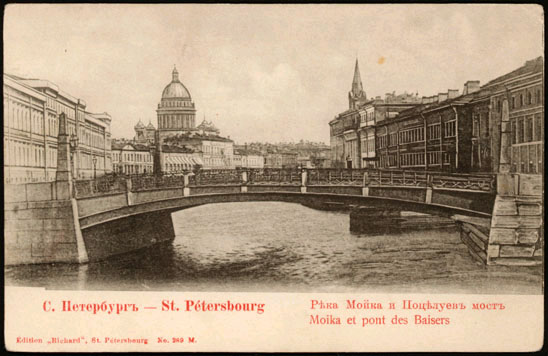
Cartolina del XIX secolo
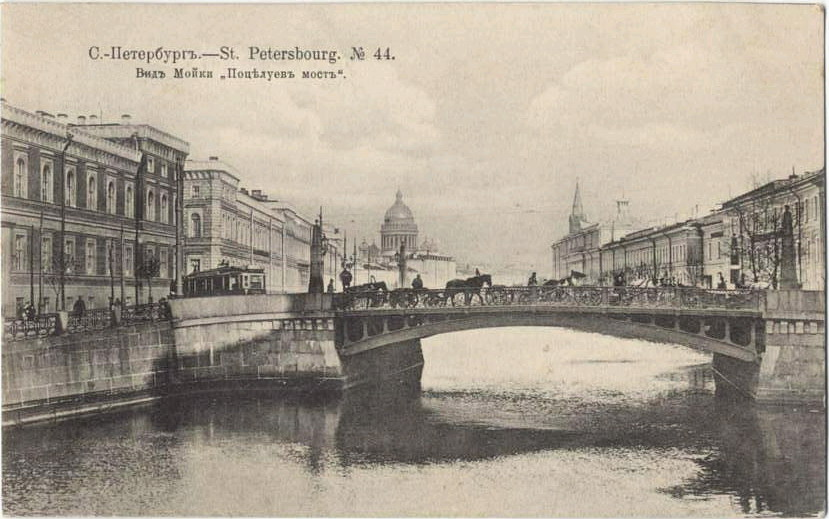
Cartolina del 1914
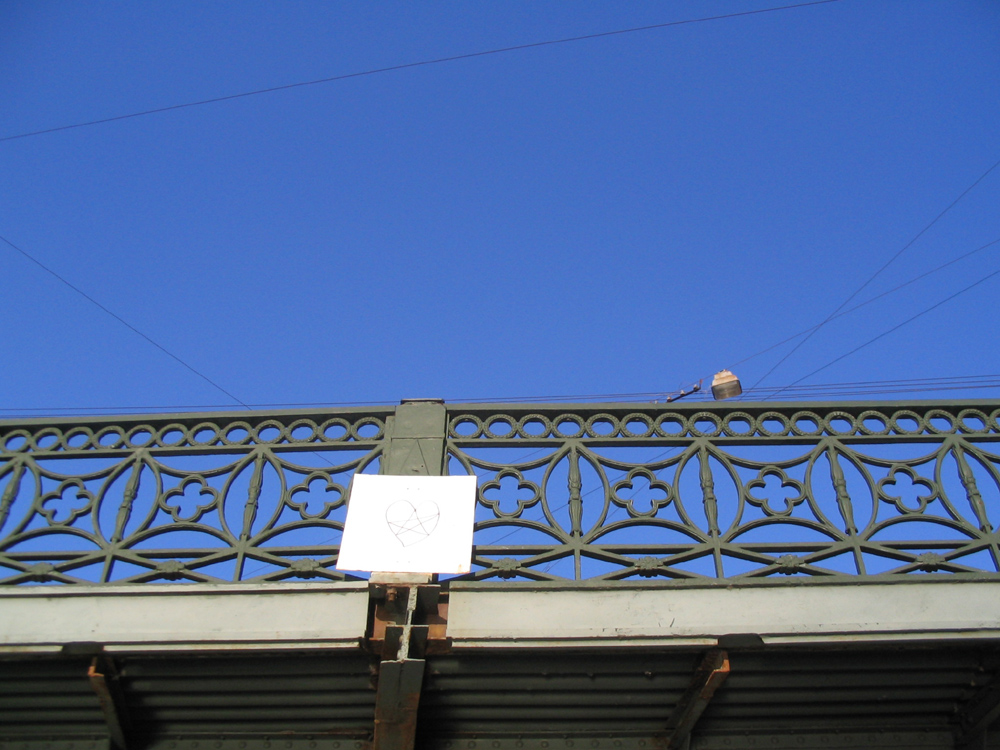
Corrimano del ponte